# Guanacahibe
Guanacahibe, jedno od plemena američkih Indijanaca koje moguće otkrio službeni otkrivač Amerike, Kolumbo, na otoku Kuba. O plemenu je malo poznato i vjerojatno nestaju 1511., ili nešto kasnije, koje je započelo sistematskim uništavanjem indijanskog življa što ga je poveo španjolski konkvistador Diego de Velázquez (1465-1524). 
Navodi ih Lehmann (1920). Moguće da su pripadali starijem sloju stanovništva koje je prethodilo Tainima, ili su pripadali etnolingvistuičkoj porodici Arawakan. 